# Andrés Martínez Trueba
Andrés Martínez Trueba (Montevideo, 11 de febrero de 1884 - Montevideo, 19 de diciembre de 1959) fue un profesor, químico farmacéutico y político uruguayo, perteneciente al Partido Colorado. 
Recordado por ser el presidente de Uruguay entre 1951 y 1952, y sucesivamente como presidente del Consejo Nacional de Gobierno entre 1952 y 1955 tras la entrada en vigencia de la Constitución de 1952.
Su larga trayectoria política se compone por una labor legislativa de más de una década, una férrea oposición a la dictadura de Terra, la presidencia de varias instituciones estatales como el Banco Hipotecario y el Banco República y su desempeño como intendente de Montevideo en 1947.
Hoy en día, la calle en la que se encuentra la Casa del Partido Colorado lleva su nombre.

## Primeros años
Martínez Trueba nació el 11 de febrero de 1884 en una casa de la calle Washington en plena península montevideana.
Su padre, Andrés Martínez Delgado, era oriundo de Málaga, España, mientras que su madre, Narcisa Trueba Gainza, era vasca natural de Bilbao. Tuvo una hermana llamada María Isabel Martínez Trueba. 
Siendo todavía joven se muda junto a su familia al barrio Peñarol, donde su padre trabajaba en los talleres del Ferrocarril Central. Durante esta etapa, en la escuela fue condiscípulo de dos futuros poetas y correligionarios batllistas: Ovidio Fernández Ríos y Emilio Carlos Tacconi. 
Comienza sus estudios terciarios en la Universidad de la República, donde se gradúa como químico farmacéutico.  
Interrumpió momentáneamente sus estudios para luchar en el campo de batalla de la guerra civil de 1904, del lado del gobierno nacional. Integró el Regimiento 7.º de Guardias Nacionales, ostentando el cargo de Sargento.
Finalizada la contienda bélica, termina sus estudios universitarios. Su familia se muda nuevamente, esta vez a una casa en la calle Paraguay en Montevideo. Pero él se traslada y se radica en el departamento de Florida, donde trabajó como químico en la capital floridense.
Paralelamente, es uno de los fundadores del Liceo departamental del departamento, al entrar en vigencia la ley del presidente Batlle y Ordóñez en 1912, y allí trabajó como profesor de literatura.
Durante su estadía en Florida se casó con María Aída Serra y tuvieron tres hijos.

## Carrera política

### Inicios
Se interesa por la prédica e ideas del político colorado José Batlle y Ordóñez, iniciando una ascendente carrera política en las filas del batllismo desde el plano local que lo llevaría a los más altos cargos nacionales.
Deja su actividad de docencia liceal en Florida (donde había llegado a ser director) al ser electo como diputado por ese departamento en las elecciones legislativas de 1919. Logra ser reelecto en los comicios generales de 1922 y las elecciones legislativas de 1925. Tuvo un breve pasaje por el Senado sustituyendo a Pablo Minelli en 1926.
Integró y presidió una comisión de legisladores denominada como la "Comisión de los 25" que el 9 de enero de 1924 redactó las bases del sistema electoral uruguayo y creó el organismo electoral que las regula: la Corte Electoral.
Además, es muy participación en el directorio de diversas instituciones estatales. En 1928 integró el directorio de la Caja de Jubilaciones de la Industria y el Comercio, un año más tarde fue miembro de la Corte Electoral y en 1930 fue nombrado por primera vez como presidente del Banco Hipotecario del Uruguay, en el que cumplió una recordada labor.
En las elecciones generales de 1930 fue electo como miembro del Consejo Nacional de Administración, pero no llegó a integrar el cuerpo ya que renunció a la titularidad antes de asumir.

### Dictadura de Terra y restauración democrática
Su oposición al golpe de Estado del presidente Gabriel Terra el 31 de marzo de 1933 llevaron a que fuera destituido de su cargo en el Banco Hipotecario y fuera apresado por cinco meses en la Isla de Flores junto a otros opositores políticos al régimen de facto.
Terra fue sucedido como presidente por su cuñado, Alfredo Baldomir, en 1938. Martínez Trueba, desde su función como Secretario General del Partido Colorado, tuvo una acción decisiva brindando apoyo político al presidente Baldomir en su autogolpe de 1942, que dejó sin efecto la Constitución de 1934 instalada por Terra para institucionalizar su régimen.
Integró el instalado Consejo de Estado de 1942, que redactó la Constitución de 1942, y participó en las elecciones de ese mismo año siendo electo senador, pero renunció al cargo.
Martínez Trueba retorna como presidente del Banco Hipotecario diez años después de haber sido removido por el régimen terrista, siendo nombrado por el novel gobierno del presidente Juan José de Amézaga.

### Intendente de Montevideo

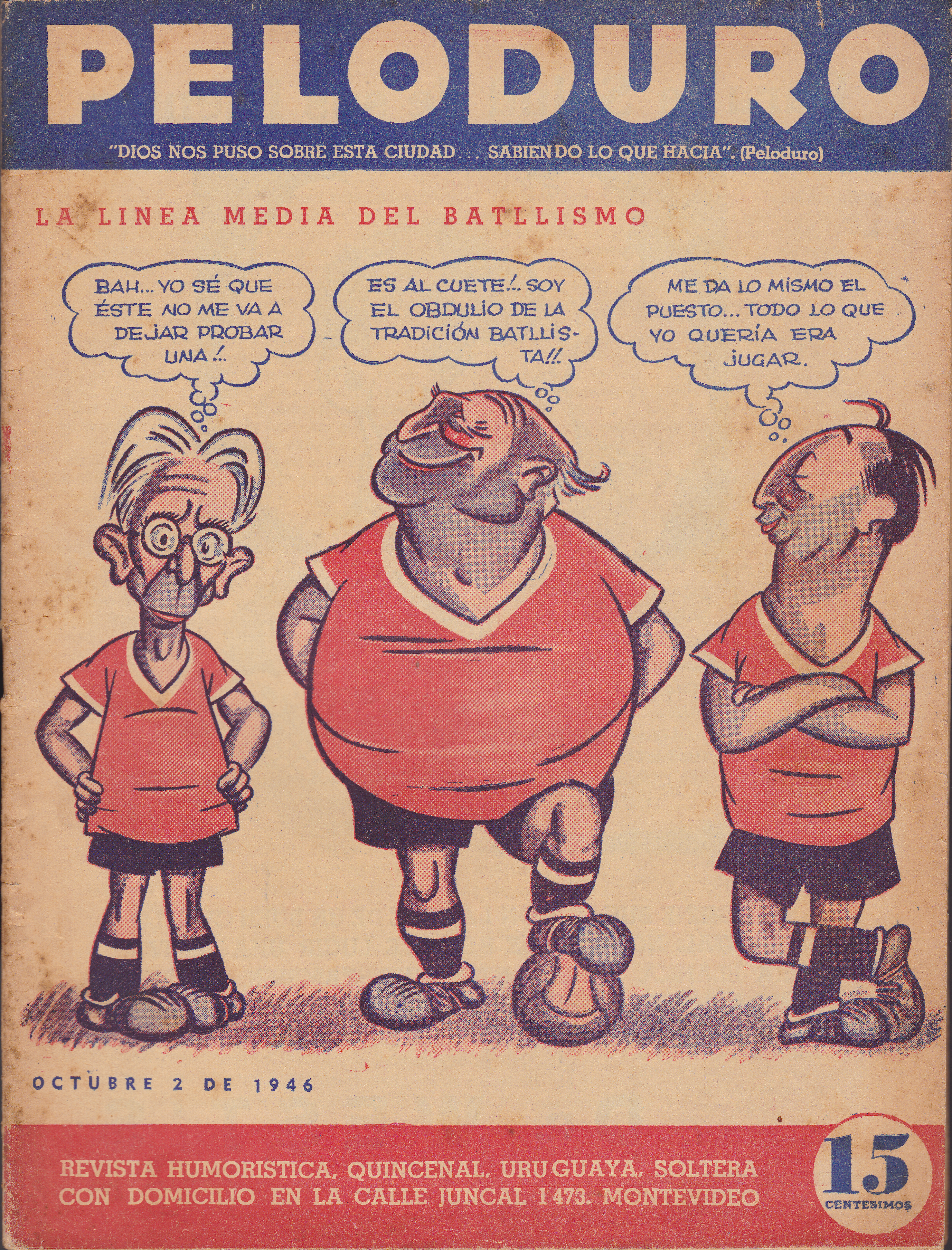
Caricatura sobre la "línea media" de candidatos del batllismo en las elecciones de 1946. Martínez Trueba a la intendencia, Berreta a a la presidencia y Batlle Berres como vice.

Como dirigente batllista de larga trayectoria, el batllismo comenzó a promover su candidatura a la Intendencia municipal de Montevideo para las elecciones de 1946.
Resultó electo para el cargo, recibiendo en 1947 el mando del gobierno departamental de parte del ingeniero Juan P. Fabini.
El 17 de abril de 1947, como intendente de Montevideo, nombró una Comisión de Teatros Municipales que sería la encargada de crear la Comedia Nacional. La iniciativa para esta comisión fue dada por Justino Zavala Muniz, quien integró y presidió esta Comisión desde su creación hasta 1956.

### Candidatura a la presidencia
Martínez Trueba fue un estrecho colaborador de Luis Batlle Berres, líder del sector batllista de la Lista 15 y presidente de la República entre 1947-1951 tras el fallecimiento del presidente Tomás Berreta en el cargo.
Su cercanía con el líder quincista y su posición como intendente de Montevideo, considerado como un cargo "trampolín" a la presidencia, llevaron que fuera promovido por la lista 15 como el candidato a la presidencia continuista del gobierno de Batlle Berres.
Así, en las elecciones de 1950, en fórmula con Alfeo Brum, fue electo como presidente de la República. Su candidatura se impuso dentro del Partido Colorado a la fórmula catorcista César Mayo Gutiérrez-Lorenzo Batlle; y a la candidatura del Partido Nacional de Luis Alberto de Herrera.

## Presidencia de la República

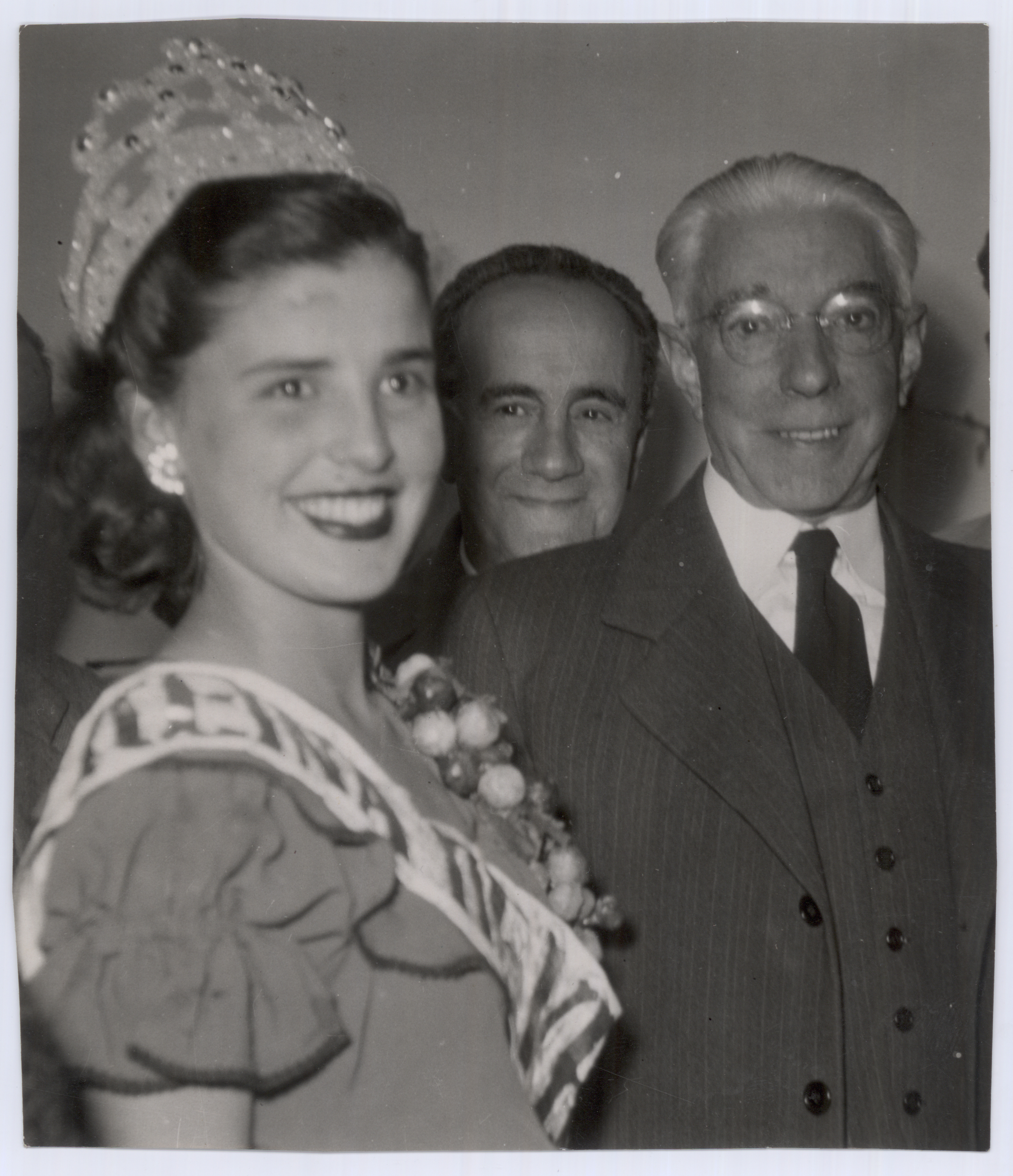
De derecha a izquierda, el presidente de la República, Andrés Martínez Trueba, el ministro del interior, Juan Francisco Guichón, y la reina de la Vendimia de 1951, Nelly Mabel Rodríguez.

Andrés Martínez Trueba asumió la presidencia de la República Oriental del Uruguay el 1 de marzo de 1951, con 66 años cumplidos el mes anterior.

"Nuestro país, la democracia que hemos organizado y desenvuelto, constituyen e integran una experiencia social y política que es sin duda nuestra mayor aportación al progreso universal del hombre. Desde todos los ángulos de la Tierra se saluda la presencia del Uruguay con los mejores acentos de simpatía humana". (Mensaje al pueblo en ocasión de asumir la presidencia de la República).

Electo como presidente de la república, impulsó una reforma constitucional para instalar un Poder Ejecutivo colegiado. La idea del colegiado era una vieja reivindicación del batllismo histórico, que sólo había regido parcialmente entre 1919 y 1933 en el régimen mixto vigente con la Constitución de 1918 con un presidente y un Consejo Nacional de Administración.
En julio de ese mismo año se llevaron a cabo las primeras reuniones pro-reforma. Poco después, en octubre de ese año, el proyecto de instauración de un colegiado integral se aprobaba en el Parlamento y fue refrendado por la ciudadanía en las urnas en diciembre. Así, fue consagrada la nueva Constitución de 1952.
El primer cuerpo del colegiado de gobierno fue electo por la Asamblea General en marzo de 1952, por única vez. Si bien la presidencia sería rotativa y de una duración de un solo año, en el lapso que completaba el período, hasta 1955, fue ocupada por Martínez Trueba.

#### PLUNA
El 12 de noviembre de 1951 se promulga la Ley N.º 11740 disolviendo la sociedad económica mixta de la aerolínea uruguaya PLUNA, pasando a manos totales del Estado y convirtiéndose en un ente autónomo, mediante el sistema de empresa pública no estatal.

### Gabinete de la presidencia de la República
| Ministerios y ministros de la presidencia de la República de Andrés Martínez Trueba | Ministerios y ministros de la presidencia de la República de Andrés Martínez Trueba | Ministerios y ministros de la presidencia de la República de Andrés Martínez Trueba |
| Ministerio                                                                          | Ministros                                                                           | Período                                                                             |
| ----------------------------------------------------------------------------------- | ----------------------------------------------------------------------------------- | ----------------------------------------------------------------------------------- |
| Interior                                                                            | Juan Francisco Guinchon                                                             | 1951 - 1952                                                                         |
| Relaciones Exteriores                                                               | Alberto Domínguez Cámpora                                                           | 1951 - 1952                                                                         |
| Economía y Finanzas                                                                 | Héctor Álvarez Cina                                                                 | 1951 - 1952                                                                         |
| Defensa Nacional                                                                    | Celiar Ortiz                                                                        | 1951 - 1952                                                                         |
| Instrucción Pública y Previsión Social                                              | Eduardo Blanco Acevedo                                                              | 1951 - 1952                                                                         |
| Obras Públicas                                                                      | Manuel Rodríguez Correa                                                             | 1951 - 1952                                                                         |
| Industria y Trabajo                                                                 | José Lissidini                                                                      | 1951 - 1952                                                                         |
| Salud Pública                                                                       | Carlos Viana Aranguren                                                              | 1951 - 1952                                                                         |
| Ganadería y Agricultura                                                             | Luis Alberto Brause                                                                 | 1951 - 1952                                                                         |

## Presidencia del Consejo Nacional de Gobierno
Martínez presidió el Consejo Nacional de Gobierno en todo el período, acompañado por cinco consejeros del Partido Colorado y tres del Partido Nacional. 
Durante su gobierno la prosperidad de la posguerra comenzó a debilitarse, acompañado a un aumento de huelgas y protestas de funcionarios públicos y privados.

### Gabinete del Consejo Nacional de Gobierno
| Ministerios y ministros de la presidencia del Consejo Nacional de Gobierno de Andrés Martínez Trueba | Ministerios y ministros de la presidencia del Consejo Nacional de Gobierno de Andrés Martínez Trueba | Ministerios y ministros de la presidencia del Consejo Nacional de Gobierno de Andrés Martínez Trueba |
| Ministerio                                                                                           | Ministros                                                                                            | Período                                                                                              |
| --- | --- | --- |
| Interior                                                                                             | Antonio Gustavo Fusco                                                                                | 1952 - 1955                                                                                          |
| Relaciones Exteriores                                                                                | Daniel Castellanos                                                                                   | 1952                                                                                                 |
| Relaciones Exteriores                                                                                | Fructuoso Pittaluga                                                                                  | 1952-1955                                                                                            |
| Economía y Finanzas                                                                                  | Eduardo Acevedo Álvarez                                                                              | 1952 - 1955                                                                                          |
| Defensa Nacional                                                                                     | Ledo Arroyo Torres                                                                                   | 1952 - 1954                                                                                          |
| Defensa Nacional                                                                                     | Juan Pedro Ribas                                                                                     | 1954 - 1955                                                                                          |
| Instrucción Pública y Previsión Social                                                               | Justino Zavala Muniz                                                                                 | 1952 - 1955                                                                                          |
| Obras Públicas                                                                                       | José Acquistapace                                                                                    | 1952 - 1955                                                                                          |
| Industria y Trabajo                                                                                  | Héctor Grauert                                                                                       | 1952 - 1955                                                                                          |
| Salud Pública                                                                                        | Federico García Capurro                                                                              | 1952 - 1955                                                                                          |
| Ganadería y Agricultura                                                                              | Juan Quilici                                                                                         | 1952 - 1955                                                                                          |

### Medidas prontas de seguridad
En su primer año de gestión se decretó en dos ocasiones medidas prontas de seguridad ante la emergente conflictividad social y sindical. Poderes de emergencia que habilitan al Poder Ejecutivo de Uruguay a suspender transitoriamente ciertas garantías constitucionales ante casos graves e imprevistos de ataque exterior o conmoción interior.

Centenario del fallecimiento de Juan Antonio Lavalleja, en la catedral metropolitana de Montevideo. Al centro: Andrés Martínez Trueba.

Dentro del gobierno aumentaron las discrepancias, ya que Martínez Trueba se comenzaba a considerar distanciado del liderazgo de Luis Batlle y del quincismo, y mientras que el quincismo ponía reparos al acuerdo con el herrerismo y estableció distancia con las respuestas de Martínez Trueba frente a las crecientes movilizaciones sindicales y estudiantiles, los catorcistas, por el contrario, exaltaron la necesidad de defender el orden y la legalidad amenazada, y deslegitimizaron el conflicto social asociándolo a la acción comunista.

### Entes estatales

#### Administración de Ferrocarriles del Estado
La Ley N.º 11859 publicada el 30 de septiembre de 1952 crea el ente autónomo de la Administración de Ferrocarriles del Estado (AFE), a partir de la fusión de las dos administraciones ferroviarias estatales previas: el Ferrocarril Central del Uruguay, para las compañías nacionalizadas, y los Ferrocarriles y Tranvías del Estado, quienes continuaban al frente de sus antiguas operaciones. 

#### Obras Sanitarias del Estado
Con la Ley N° 11907 promulgada el 19 de diciembre de 1952 se crea el ente autónomo para administrar las Obras Sanitarias del Estado (OSE).

#### Dirección General de Estadística y Censos
La Ley N.º 11.923 del 27 de marzo de 1953 se crea la Dirección General de Estadística y Censos y la Junta Asesora de Estadística y Censos con la misión de establecer las normas necesarias para que las actividades estadísticas se cumplan con absoluta unidad. Actualmente funciona como el Instituto Nacional de Estadística (INE).

### Sistema previsional
En 1953 se crea la Caja de Jubilaciones Rurales y en 1954 se instaló la Caja de jubilaciones y pensiones de profesionales universitarios. Además, en 1954 también se estableció la asignación familiar para los peones rurales.

### "La ley de autos baratos"
El 11 de enero de 1955 se aprobó la ley N.º 12.183, popularmente llamada como la "ley de autos baratos". En aquel momento, en Uruguay todo lo importado tenía precios altos, especialmente los automóviles, que tenían precios inaccesibles para la gran mayoría de la población. Esta ley de 1955, que se mantuvo vigente hasta 1967, daba derecho a los legisladores a importar los vehículos sin impuestos, en similares condiciones a la de los diplomáticos. La norma generó intensos debates y cuestionamientos en su época.

## Después de su gobierno
Finalizado su mandato en 1955, Martínez Trueba se retiró de la actividad pública
Sin embargo, participó en las elecciones generales de 1958 como candidato a miembro del Consejo Nacional de Gobierno por el sublema "Por los Ideales de Batlle" de la lista 14. Siendo homenajeado en Florida en el correr de lo que sería su última campaña electoral, en la elección en la que su partido político, el Partido Colorado, sería derrotado por primera vez en el siglo.
Falleció con 75 años el 19 de diciembre de 1959.
En la jornada siguiente, en el histórico diario batllista El Día, una enorme foto acompañaba el título de una nota biográfica que rezaba: "Andrés Martínez Trueba pasará a la Historia por su gesto único que hizo posible el Colegiado Integral".